# Linha de sucessão ao trono liechtensteinense

A linha de sucessão ao trono liechtensteinense usa a primogenitura agnatícia. As leis do Liechtenstein permitem que a linha de sucessão ao trono (que foram regulamentadas em 1606) seja feita por primogenitura agnática, ou seja, herdada pelo primogênito do sexo masculino, excluindo totalmente as herdeiras do sexo feminino.

## Linha de sucessão
Atual monarca: João Adão II
- Francisco José II de Liechtenstein (1906-1989)
  -  João Adão II de Liechtenstein (n. 1945)
    - (1) Aloísio, Príncipe Herdeiro de Liechtenstein (n. 1968)
      - (2) José de Liechtenstein (n. 1995)
      - (3) Jorge de Liechtenstein (n. 1999)
      - (4) Nicolau de Liechtenstein (n. 2000)

    - (5) Maximiliano de Liechtenstein (n. 1969)
      - (6) Alfonso de Liechtenstein (n. 2001)

    - Constantino de Liechtenstein (1972-2023)
      - (7) Moritz do Liechtenstein (n. 2003)
      - (8) Benedito do Liechtenstein (n. 2004)

  - (9) Filipe Erasmo de Liechtenstein (n. 1946)
    - (10) Alexandre do Liechtenstein(n. 1972)
    - (11) Venceslau de Liechtenstein (n. 1974)
    - (12) Rodolfo do Liechtenstein (n. 1975)
      - (13) Karl Ludwig de Liechtenstein (n. 2016)

  - (14) Nicolau de Liechtenstein (n. 1947)
    - (15) José Emanuel do Liechtenstein (n. 1989)
      - (16) Leopoldo de Liechtenstein (n. 2023)